# Devotional Tour
Devotional Tour – dwunasta trasa koncertowa grupy muzycznej Depeche Mode, w jej trakcie odbyło się dziewięćdziesiąt pięć koncertów. Devotional Tour oraz Exotic Tour (Summer Tour ’94) promowały album Songs of Faith and Devotion – była to najdłuższa, bo licząca ok. 14 miesięcy, składająca się ze 158 koncertów i najbardziej wyczerpująca trasa w historii grupy.

## Lista utworów
1. "Higher Love"
2. "Policy of Truth"
3. "World in My Eyes"
4. "Walking in My Shoes"
5. "Behind the Wheel"
6. "Halo"
7. "Stripped"
8. "Condemnation"
9. Song performed by Martin Gore
  - "Judas"
  - "A Question of Lust"
10. Song performed by Martin Gore
  - "Death’s Door"
  - "One Caress"
11. - "Get Right with Me"
  - "Mercy in You"
12. "I Feel You"
13. "Never Let Me Down Again"
14. "Rush"
15. "In Your Room"
encore 1
16. "Personal Jesus"
17. "Enjoy the Silence"
encore 2
18. - "Fly on the Windscreen"
  - "Something to Do" (jedyny przekaz z : 25 maja 1993 Brukseli)
  - "Somebody" (wokal użycza Martin Gore)
19. "Everything Counts"

## Koncerty
1. 19 maja 1993 – Lille (Francja) – Espace Foire
2. 21 maja 1993 – Zurych (Szwajcaria) – Hallenstadion
3. 24 maja 1993 – Bruksela (Belgia) – Forest National
4. 25 maja 1993 – Bruksela (Belgia) – Forest National
5. 27 maja 1993 – Kopenhaga (Dania) – Forum
6. 28 maja 1993 – Göteborg (Szwecja) – Scandinavium
7. 29 maja 1993 – Sztokholm (Szwecja) – Globen
8. 31 maja 1993 – Hanower (Niemcy) – Sportpark Garbsen
9. 1 czerwca 1993 – Rotterdam (Holandia) – Ahoy Rotterdam
10. 3 czerwca 1993 – Lozanna – Patinoire Malley
11. 4 czerwca 1993 – Mediolan (Włochy) – Forum
12. 7 czerwca 1993 – Rzym (Włochy) – Palaghiaccio
13. 8 czerwca 1993 – Florencja – Palasport
14. 10 czerwca 1993 – Nancy (Francja) – Esplanade Du Zenith
15. 11 czerwca 1993 – Norymberga (Niemcy) – Frankenhalle
16. 12 czerwca 1993 – Mannheim (Niemcy) – Maimarkthalle
17. 14 czerwca 1993 – Dortmund (Niemcy) – Westfalenhalle
18. 15 czerwca 1993 – Dortmund (Niemcy) – Westfalenhalle
19. 16 czerwca 1993 – Berlin (Niemcy) – Waldbühne
20. 18 czerwca 1993 – Praga (Czechy) – Stadion Sparty
21. 19 czerwca 1993 – Lipsk (Niemcy) – Festwiese
22. 21 czerwca 1993 – Monachium (Niemcy) – Olympiahalle
23. 23 czerwca 1993 – Wiedeń (Austria) – Stadthalle
24. 25 czerwca 1993 – Stuttgart (Niemcy) – Martin Schleyer Halle
25. 26 czerwca 1993 – Lyon (Francja) – Halle Tony Garnier
26. 29 czerwca 1993 – Paryż (Francja) – Palais Omnisports de Paris-Bercy
27. 30 czerwca 1993 – Paryż (Francja) – Palais Omnisports de Paris-Bercy
28. 3 lipca 1993 – Brest (Francja) – Parc Penfeld
29. 5 lipca 1993 – Bordeaux (Francja) – Merignac Stadium
30. 7 lipca 1993 – Tulon (Francja) – Zenith Omega
31. 10 lipca 1993 – Porto (Portugalia) – Estádio de Antas
32. 11 lipca 1993 – Lizbona (Portugalia) – Alvalade Stadium
33. 13 lipca 1993 – A Coruña (Hiszpania) – Real Coliseum – ODWOŁANY
34. 15 lipca 1993 – Madryt (Hiszpania) – Las Ventas
35. 17 lipca 1993 – Barcelona (Hiszpania) – Palau Sant Jordi
36. 21 lipca 1993 – Frankfurt nad Menem (Niemcy) – Festhalle
37. 22 lipca 1993 – Kolonia (Niemcy) – Sporthalle
38. 24 lipca 1993 – Zeebrugge (Belgia) – Belga Beach Festival
39. 27 lipca 1993 – Budapeszt (Węgry) – MTK Stadium
40. 29 lipca 1993 – Liévin (Francja) – Stade Couvert Regional
41. 31 lipca 1993 – Londyn (Wielka Brytania) – Crystal Palace Sports Ground
42. 7 września 1993 – Quebec (Kanada) – Coliseum
43. 8 września 1993 – Montreal (Kanada) – Forum
44. 10 września 1993 – Worcester (USA) – Centrum
45. 12 września 1993 – Waszyngton (USA) – Capital Centre
46. 14 września 1993 – Hamilton (Kanada) – Copps Coliseum
47. 15 września 1993 – Toronto (Kanada) – Sky Dome
48. 17 września 1993 – Pittsburgh (USA) – Civic Cenre
49. 18 września 1993 – Filadelfia (USA) – The Spectrum
50. 21 września 1993 – East Rutherford (USA) – Meadowlands Arena
51. 23 września 1993 – Nowy Jork (USA) – Madison Square Garden
52. 24 września 1993 – Nowy Jork (USA) – Madison Square Garden
53. 25 września 1993 – Uniondale (USA) – Nassau Coliseum
54. 27 września 1993 – Hampton (USA) – Hampton Coliseum
55. 28 września 1993 – Chapel Hill (USA) – Dean Smith Coliseum
56. 29 września 1993 – Atlanta (USA) – Omni
57. 1 października 1993 – Gainesville (USA) – O’Connell Centre
58. 2 października 1993 – Miami (USA) – Miami Arena
59. 3 października 1993 – St. Petersburg (USA) – Sun Coast Dome
60. 5 października 1993 – Orlando (USA) – Orlando Arena
61. 8 października 1993 – Nowy Orlean (USA) – Lakefront Arena
62. 10 października 1993 – Houston (USA) – Summit
63. 11 października 1993 – Houston (USA) – Summit
64. 13 października 1993 – Dallas (USA) – Reunion Arena
65. 14 października 1993 – Dallas (USA) – Reunion Arena
66. 15 października 1993 – Austin (USA) – Frank Erwin Centre
67. 17 października 1993 – St. Louis (USA) – St. Louis Arena
68. 20 października 1993 – Champaign (USA) – Assembly Hall
69. 22 października 1993 – Detroit (USA) – The Palace
70. 23 października 1993 – Detroit (USA) – The Palace
71. 26 października 1993 – Cleveland (USA) – Richfield Coliseum
72. 28 października 1993 – Chicago (USA) – Rosemont Horizon
73. 29 października 1993 – Chicago (USA) – Rosemont Horizon
74. 30 października 1993 – Minneapolis (USA) – Target Center
75. 2 listopada 1993 – Denver (USA) – McNichols Arena
76. 4 listopada 1993 – Salt Lake City (USA) – Delta Center
77. 6 listopada 1993 – Vancouver (Kanada) – Pacific Coliseum
78. 7 listopada 1993 – Seattle (USA) – Coliseum
79. 8 listopada 1993 – Portland (USA) – Oregon Coliseum
80. 12 listopada 1993 – San Jose (USA) – San José Arena
81. 13 listopada 1993 – Oakland (USA) – Coliseum
82. 14 listopada 1993 – Sacramento (USA) – ARCO Arena
83. 16 listopada 1993 – San Diego (USA) – San Diego Sports Arena
84. 18 listopada 1993 – Phoenix (USA) – Veterans Memorial Coliseum
85. 20 listopada 1993 – Los Angeles (USA) – Kia Forum
86. 21 listopada 1993 – Los Angeles (USA) – Kia Forum
87. 23 listopada 1993 – Los Angeles (USA) – Kia Forum
88. 24 listopada 1993 – Los Angeles (USA) – Kia Forum
89. 26 listopada 1993 – Los Angeles (USA) – Kia Forum
90. 2 grudnia 1993 – Meksyk (Meksyk) – Sports Palace
91. 3 grudnia 1993 – Meksyk (Meksyk) – Sports Palace
92. 12 grudnia 1993 – Dublin (Irlandia) – The Point
93. 14 grudnia 1993 – Birmingham (Wielka Brytania) – N. E. C.
94. 17 grudnia 1993 – Manchester (Wielka Brytania) – G-Mex
95. 18 grudnia 1993 – Sheffield (Wielka Brytania) – Arena
96. 20 grudnia 1993 – Londyn (Wielka Brytania) – Wembley Arena

¹ – dwa koncerty w ciągu dnia